# Terrence O'Leary
Terence Daniel O'Leary (né en 1928), est un homme politique britannique. Il est haut-commissaire en Nouvelle-Zélande et gouverneur des îles Pitcairn de 1984 à 1987. 